# Nová Ves (ort i Tjeckien, Södra Böhmen, lat 48,92, long 14,53)
Nová Ves är en ort i Tjeckien.   Den ligger i regionen Södra Böhmen, i den södra delen av landet, 130 km söder om huvudstaden Prag. Nová Ves ligger 451 meter över havet och antalet invånare är 607.
Terrängen runt Nová Ves är huvudsakligen platt, men norrut är den kuperad. Runt Nová Ves är det ganska tätbefolkat, med 62 invånare per kvadratkilometer. Närmaste större samhälle är České Budějovice, 7,2 km nordväst om Nová Ves. Omgivningarna runt Nová Ves är en mosaik av jordbruksmark och naturlig växtlighet.